# 大果阿魏
大果阿魏（学名：Ferula lehmannii）为伞形科阿魏属的植物。分布在俄罗斯、阿富汗、巴基斯坦、伊朗以及中国大陆的新疆等地，生长于海拔1,000米的地区，一般生长在粘土砾砂质的低山坡上，目前尚未由人工引种栽培。